# Holiday Trio (Extended Play)
Holiday Trio o Trío de vacaciones es la primera obra extendida de Britt Nicole . Incluye la canción "Holiday" (de Say It), una versión de la canción "Last Christmas", y una canción inédita titulada "Come What May".

## Lista de Canciones[1]
- Holiday
- Last Christmas (versión de Britt Nicole)
- Come What May

## Videos musicales
- Last Christmas (versión de Britt Nicole)